# Кука, Том
Энкель Деми (алб. Enkel Demi, известный под псевдонимом Том Кука (алб. Tom Kuka) — албанский журналист и автор песен. Его литературный дебют состоялся в 2016 году с историческим романом Hide mbi kalldrëm (Мармелад на булыжнике). В ноябре 2018 года он опубликовал свой второй роман Gurët e vetmisë ("Камни одиночества"), семейную сагу, которая в 2019 году получила национальную премию в области литературы. Его следующим романом стала Ora e ligë ("Час зла", 2019), за которой последовал четвертый роман Флама ("Бедствие"), который был опубликован в марте 2021 года. Кука получил премию ЕС в области литературы за Flama.